# アミガサ事件
アミガサ事件（アミガサじけん）は、1914年9月16日に多摩川下流の住民らが築堤を求めて神奈川県庁へ大挙して押し寄せた事件である。本項では、有吉堤築堤に至る経緯を合わせて解説する。

## 背景
荒多摩川の名で知られていた暴れ川の多摩川は、近代以前より下流の住民を氾濫によって苦しめてきた。多摩川氾濫は、江戸時代の多摩川下流住民にとっての最大の災害であり、種々の歴史書によれば1644年（正保元年）から1867年（慶応3年）までの223年間の間に37回の大洪水が記録されている。これは6年に1度のペースである。また、19世紀初頭に編纂された『新編武蔵風土記稿』では、稲毛領の多くが「洪水の患あり」「屢水災あり」「水損の患あり」「水損繁く」「常に水災は多くして」などと記されている。
明治時代には末期を除いて記録的な洪水こそなかったが、小規模なものであれば頻々としてあり、その被害も決して小さいとは言えず、多い時は1年に3回も出水したともいう。そして1907年（明治40年）の大水害や1910年（明治43年）の大水害は悲惨な被害をもたらした。御幸村南河原で堤防が90メートルにわたり決壊し、対岸の矢口村や六郷村の堤防も決壊、大森から鶴見区にかけての流域全域が冠水した。後者の洪水では、上平間の家屋はすべて流されてしまった。大雨が降るたびに地域住民は樽で作った台に床のものを上げて洪水に備えたといい、周辺の家屋の多くは、洪水に備えて中二階が設けられていた。
1891年（明治24年）、お雇い外国人のヨハニス・デ・レーケが河川改修の準備のために多摩川を調査した。デレーケは報告書の中で、治水対策として堤防の強化などを進言したが、日本政府の財政的事情から、多摩川は放置されてきた。それから20年余りが経過して発生した1907年の洪水は、住民の活動を活発化させるきっかけとなり、同年10月には神奈川・東京の村長や地主ら50名余によって「多摩川河身改修請願」が出された。しかし、当時の東京府（現東京都）と神奈川県の境が多摩川をはさんで複雑に入り乱れていたこともあり、工事の交渉は滞ってしまった。
当時、平間に住んでいたある語り手の話によれば、村レベルでも築堤のようなことはされていたという。しかし、東京の村のほうが力が強く、神奈川の村が堤を高くすると、東京の村がさらに高い堤防を築くため、増水時は神奈川側が氾濫するのであった。また、国策としての帝都防衛があり、河川法準用河川に指定された多摩川での築堤申請を認めていなかった。

## 決起
大正時代に入ると大洪水が連続して発生し、上平間に住んでいた御幸村選出の橘樹郡会議員であり、土木常任委員でもあった秋元喜四郎は、1914年（大正3年）8月の洪水で命の危険に直面した。秋元は土木委員として洪水における水防の陣頭指揮を執っていたが、足を滑らせ濁流に飲み込まれる。丸太にしがみつきながらも流されていたところ、近隣の者が助けようとして投げた縄が丸太をとらえ、九死に一生を得た。秋元もまた県庁に請願を出したものの要望が受け入れられなかった住民の一人であった。
住民全員による直接的な行動でしか現状を打破できないと考えた秋元は、小倉、鹿島田、北加瀬をはじめとする代表者を集めて協議の場を設けた。協議の結果、羽織を着用せず、草鞋を履き、代わりに目印として編み笠を被って、同年9月16日午前2時から出発し、警察の目を避けるようにして県庁で集合することとなった。今でいうところのデモ活動である。

## 実行
代表者は家一軒一軒を訪れては抗議活動のことを説明し、参加するように呼びかけたことで、当日は500人以上とも言われる地元住民が結託、集合した。
上平間の参加者は、ガス橋通り沿いの八幡神社に、日吉村は小倉の無量院に、そのほかの村は各々の鎮守境内に集合した。警察の監視をかいくぐるために、鶴見橋は使わず、おとといの出水が影響してか橋の上を洗い越しのように水が流れる末吉橋を使って渡った。県庁近くに到着した参加者は、警察の統制を受け、ほとんどの抗議参加者は横浜公園で待機させられた。抗議当時の知事・石原健三との面会が許された、各村の代表者計10名は、洪水の惨状や築堤の早期実現を訴えた。この事件は、翌日の『横浜貿易新報』（現在の『神奈川新聞』）で報じられたほか、『東京毎日新聞』『東京朝日新聞』（同『朝日新聞』）『読売新聞』など計11紙で取り上げられ、大きな話題を集めたが、築堤の許可は下りなかった。

## 同盟
大勢での抗議活動自体は実りあるものにならなかったが、これを契機として市村橘樹郡郡長を会長、小島御幸村臨時村長と深瀬元日吉村村長を副会長とした「多摩川築堤期成同盟」が結成された。「同盟」には、以下に挙げる11村が参加し、築堤運動がさらに大きくなった。「同盟」の活動は、1914年10月12日に石原知事が現地を視察するという形で結実した。
- 御幸村
- 日吉村
- 町田村
- 大綱村
- 住吉村
- 旭村
- 生見尾村
- 川崎町
- 田島村
- 中原村
- 大師河原村

## 築堤
抗議の翌年、1915年（大正4年）に石原が神奈川県知事を退任し、9月から有吉忠一が新任した。有吉は、すぐさま水害の問題に真摯に取り組み、河川改修申請許可を内務大臣に願い出るが、申請は2年弱前に却下されたばかりで再申請は認められないとされた。これを受けた有吉は、就任からわずか2か月後の11月上旬に、「水害予防のために郡道を改修する」という名目で、旧橘樹郡道（南武沿線道路と多摩川沿線道路の間を走る道路）をかさ上げし、代用堤防として供用することを決定した。道路改修の名目だったので内務大臣の許可はいらず、神奈川県による正式な許可も翌年の1916年（大正5年）1月25日に下り、4月から工事が始まった。住民も喜んで工事に参加した。
ところが、多摩川をはさんで対岸側の東京府荏原郡の住民が内務省に工事中止を訴え、4月18日、内務省は河川法に基づく許可が必要な工事だとして中止命令を下した。有吉はこれを無視して工事を続行したが、ついに懲戒処分が下ってしまう。これでもめげなかった有吉は、逆に国を説得し、東京側の堤防よりも高さを低くするという条件の下で6月7日から工事が再開され、9月30日に竣工した。
竣工式が、12月18日に御幸村玉川尋常小学校（現在の川崎市立玉川小学校）で行われ、盛大な祝賀会が開かれた。当時の羽田橘樹郡郡長は有吉に感謝し、有吉の名にちなんで「有吉堤」と名付けられた。一方、有吉堤によって、中丸子の渡しは消滅してしまい、一部の耕作地も失われた。

## 諸元
有吉堤は、御幸村上平間天神台から中原村上丸子の旧橘樹郡道であり、全長は資料により異なるが1.7キロメートルから2.2キロメートルとされる。

## 事後

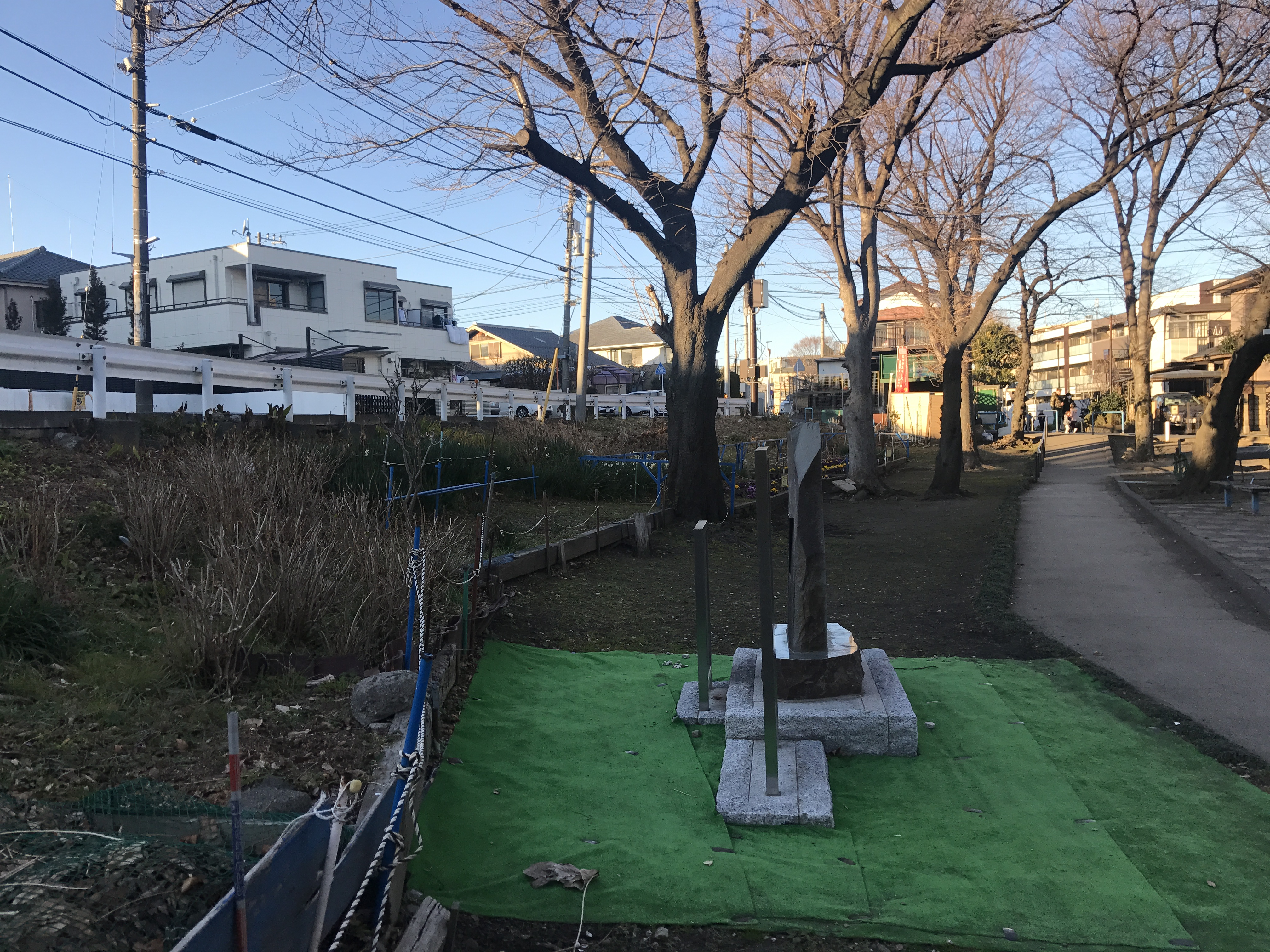
中丸子児童公園から見た有吉堤跡。道路と地面との間に傾斜があるのがわかる。

本格的な堤防の完成により、有吉堤は堤防としての役割を終えたものの、ガス橋などにその痕跡が今でも残されている。